# Les Yeux d'Opale
Les Yeux d'Opale  est le premier roman de science fantasy écrit, en français, par Bénédicte Taffin, paru en 2011 chez Gallimard Jeunesse.
Elle met en scène deux aventures, sur deux planètes très différentes : sur la première l'univers imaginaire se situe dans un monde moyenâgeux, alors que sur la deuxième on rencontre un univers futuriste.
Le roman a été bien reçu par la critique , et a obtenu le prix Futuriales 2011.  Un tome deux est en attente d'un éditeur.